# Breton-foki-sziget
A Breton-foki-sziget (franciául Île du Cap-Breton, angolul Cape Breton Island) Kanada 18. legnagyobb területű szigete Új-Skócia tartományban.

## Természeti földrajza
Az Új-Skóciai-félszigettől északkeletre található az Atlanti-óceán és a Szent Lőrinc-öböl között. Területe kb. 10 300 km², ami kb. akkora, mint a magyarországi Békés és Csongrád-Csanád vármegyék területe összesen. A tartomány szárazföldi részétől az 1385 m széles és 60 m mély Canso-szoros választotta el.  1955-ben egy töltést, azon pedig utat és vasutat építettek a szoroson át, így itt a vízforgalom megszűnt.
Új-Fundland és a Breton-foki-sziget között húzódik a 76 km széles, 480 m mély Cabot-szoros, amelynek legmélyebb része a Laurentiai-csatorna (a Szent Lőrinc-folyó jégkorszaki medre). Nyugati partját a Northumberland-csatorna hullámai mossák.
Partvonala erősen, nagyrészt fjordokkal tagolt. Legmagasabb pontja 532 m magas. Délkeleti része síkság, a többi dombvidék. Nagy részét kiterjedt erdők borítják. A legnagyobb tava a déli part menti Bras d'Or-tó, ami összeköttetésben áll az óceánnal, így vize kissé sós. A legnagyobb édesvízű tó az Ainslie-tó.

### Természetvédelem
A sziget északi részén alakították ki 1936-ban a Cape Breton Highlands Nemzeti Parkot.

## Közigazgatása
Lakossága 2016-ban 132 010 fő volt.
Új-Skócia 18 megyéjéből a szigeten van négy:
- Breton-fok megye,
- Inverness megye,
- Richmond megye és
- Victoria megye.

A lakosság háromnegyede az északkeleti parton, Breton-fok megyében él. Legnagyobb települése Sidney.
A szigeten a mi'kmaq indián törzs maradéka számára öt rezervátumot alakítottak ki:
- Eskasoni rezervátum (ez a legnagyobb és legnépesebb), , , , and Potlotek/Chapel Island.
- Membertou rezervátum
- Wagmatcook rezervátum
- Waycobah rezervátum
- Potlotek–Chapel-szigeti rezervátum

## Gazdasága
Fejlett a halászat és a halfeldolgozó ipar.
Jelentős a helyben bányászott szénre alapozó vas- és acélipar; a 20. században lendült fel a turizmus, idegenforgalom.

## Fordítás
Ez a szócikk részben vagy egészben  a   Cape Breton Island című angol Wikipédia-szócikk ezen változatának fordításán alapul.  Az eredeti cikk szerkesztőit annak laptörténete sorolja fel. Ez a jelzés csupán a megfogalmazás eredetét és a szerzői jogokat jelzi, nem szolgál a cikkben szereplő információk forrásmegjelöléseként.